# Робанештиј де Жос (Долж)
Робанештиј де Жос (рум. Robăneștii de Jos) насеље је у Румунији у округу Долж у општини Робанешти. Oпштина се налази на надморској висини од 144 m.

## Становништво
Према подацима из 2002. године у насељу је живело 398 становника, од којих су сви румунске националности.